# Bâtiment de l'Administration du district à Šabac
Le bâtiment de l'administration du district à Šabac (en serbe cyrillique : Зграда Окружног начелства у Шапцу ; en serbe latin : Zgrada Okružnog načelstva u Šapcu) se trouve à Šabac, dans le district de Mačva, en Serbie. Il est inscrit sur la liste des monuments culturels protégés de la république de Serbie (identifiant no SK 730),.

## Présentation

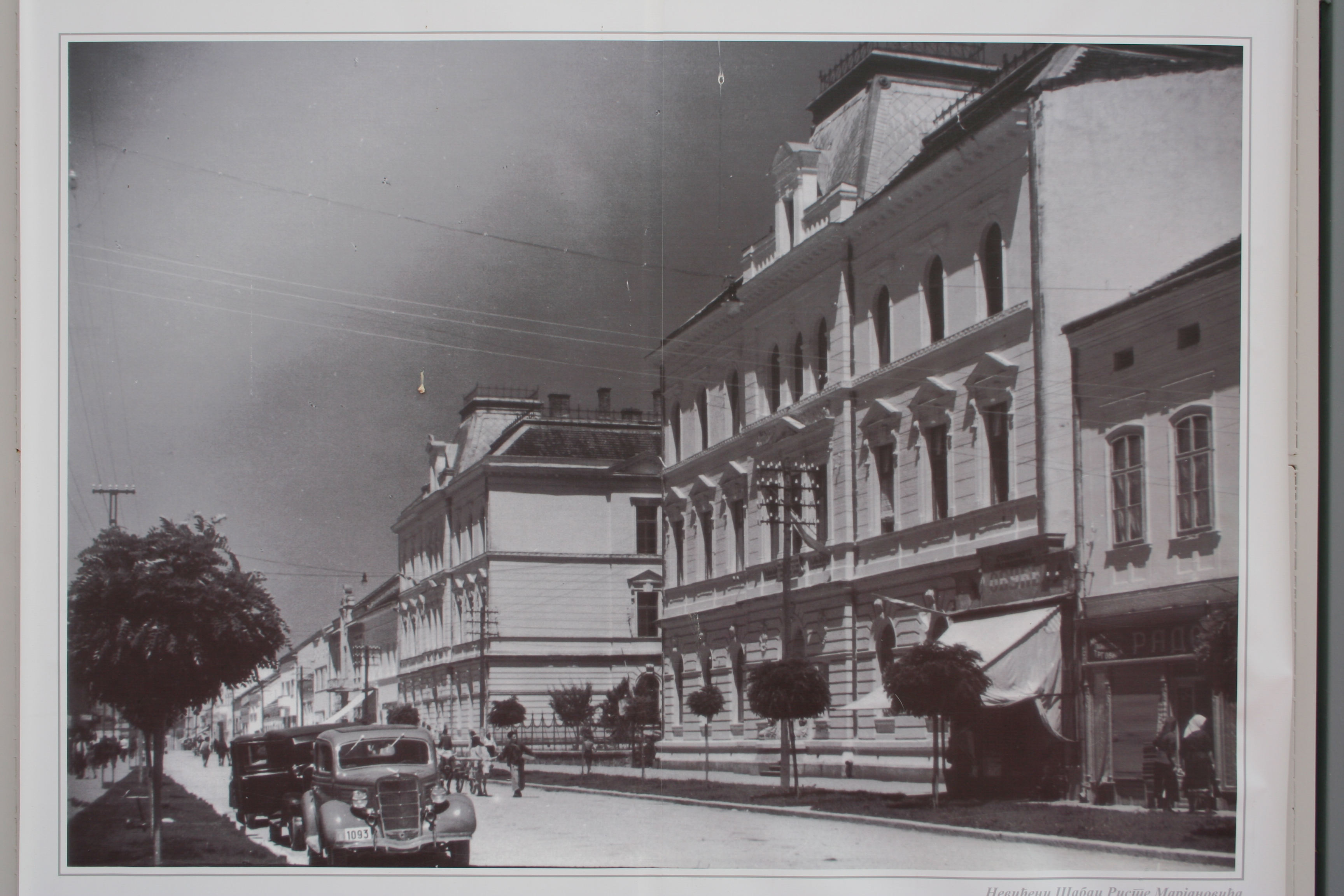
Les « bâtiments jumeaux », photographie de Rista Marjanović, début du XXe siècle.

Le bâtiment, situé 8 rue Gospodar Jevremova, fait partie d'un ensemble de deux édifices dotés d'un rez-de-chaussée et de deux étages construits par l'architecte Milorad Ruvidić et surnommés les « bâtiments jumeaux » (en serbe : zgrade bliznakinje). Construit en 1906 pour les besoins de l'administration du district de Podrinje, il est caractéristique du style néo-Renaissance,. Il est le premier bâtiment de deux étages construit dans la ville. Il abrite aujourd'hui le Commissariat de police de la ville.
Le rez-de-chaussée repose sur une base en granite et est décoré de rainures horizontales profondes qui deviennent rayonnantes autour des fenêtres ; ces encoches sont plus rares et plus espacées au premier étage et disparaissent presque totalement au second étage. La façade sur rue s'organise symétriquement autour d'une avancée centrale ; le premier étage de cette avancée est dotée d'une ornementation plastique particulièrement riche. Les fenêtres sont cintrées au rez-de-chaussée et au second étage ; au premier étage, elles sont rectangulaires et surmontées de tympans triangulaires. Au niveau du toit, l'avancée centrale est couronnée par un dôme carré qui se termine par une clôture en fer forgé,.
Milorad Ruvidić a construit de nombreux bâtiments en Serbie, à Niš, Belgrade, Pirot et Smederevo. Cet architecte est originaire de Lipolist, près de Šabac et il a travaillé pendant 12 ans au ministère de la Construction à Belgrade.
La rue Gospodar Jevremovo (Gospodara Jevrema), où se trouve le bâtiment, est inscrite dans son ensemble sur la liste des entités spatiales historico-culturelles protégées de la république de Serbie (identifiant no PKIC 67),,,,.